# Le sang des bêtes
Le sang des bêtes (en español: La sangre de las bestias) es un cortometraje documental francés de 1949, escrito y dirigido por Georges Franju. Fue la primera película importante de Franju y está narrada por Georges Hubert y Nicole Ladmiral. El filme está incluido en la edición española de las obras de Franju hecho por Versus y en la edición norteamericana de The Criterion Collection para Les yeux sans visage (1960).

## Sinopsis
El documental de Franju contrasta las pacíficas escenas de los suburbios parisinos con escenas de un matadero. El filme documenta la matanza de un caballo, además de ovejas y terneros. Una vez el caballo es aturdido por una pistola aturdidora de bala cautiva, es sangrado y descuartizado. El filme es narrado sin lenguaje emotivo.

## Producción
Franju declaró que no estaba interesado en el tema de los mataderos cuando se decidió a hacer el filme, pero la localización alrededor del edificio era el canal del Ourcq, permitiéndole hacer el documental. Franju dijo que empleando un formato de filme documental podía usar ambas localizaciones como contrapuntos líricos y "explicarlo como un realismo mientras mantiene un surrealismo desplazando el objeto a otro contexto. En este nuevo emplazamiento, el objeto redescubre su calidad como objeto".
Le Sang des bêtes fue filmado en blanco y negro por razones de estética. Según Franju, "si hubiese sido en color, habría sido repulsivo... la sensación que la gente habría tenido, habría sido física."

## Distribución
El filme Le Sang des bêtes no tuvo distribución comercial fuera de París.

## Premios
- Grand Prix International du Court Sujet 1950.[3]